# شون باجادا
شون باجادا (بالإنجليزية: Shaun Bajada)‏ هو لاعب كرة قدم مالطي في مركز الوسط، ولد في 19 أغسطس 1983 في سانات ‏ في مالطا. شارك مع منتخب مالطا تحت 21 سنة لكرة القدم ومنتخب مالطا لكرة القدم. أما مع النوادي، فقد لعب مع سلايما واندريرز ونادي بيركيركارا ونادي فاليتا ونادي فلوريانا ونادي مارساشلوك.

## وصلات خارجية
- شون باجادا على موقع قاعدة بيانات كرة القدم.إي يو (الإنجليزية)
- شون باجادا على موقع ناشيونال فوتبول تيمز (الإنجليزية)
- شون باجادا على موقع Soccerway.com (الإنجليزية)